# Емпория
 Тази статия е за града в САЩ.  За архитектурния елемент вижте Емпория (архитектура).  
Емпория (на английски: Emporia) е град в Канзас, Съединени американски щати, административен център на окръг Лайънс. Основан е през 1857. Населението му е 24 724 души (по приблизителна оценка от 2017 г.).
В Емпория е роден актьорът Роналд Лий Ърми (р. 1944).